# National Public Radio
La National Public Radio (NPR) és una organització sense ànim de lucre, independent i privada, d'estacions de ràdio públiques dels Estats Units. La NPR va ser creada el 1970 després de l'aprovació del Public Broadcasting Act of 1967 que va establir la Corporation for Public Broadcasting que també creà la Public Broadcasting Service en l'àmbit de la televisió.
Com els seus competidors American Public Media i Public Radio International la NPR produeix i distribueix programació informativa i cultural. No requereix a les estacions membres transmetre tots els programes i és usual que les estacions públiques de ràdio transmetin programes dels tres proveïdors.